# Elliot Silverstein
Elliot Silverstein (ur. 3 sierpnia 1927 w Bostonie, zm. 24 listopada 2023 w Los Angeles) – amerykański reżyser filmowy, teatralny i telewizyjny.
Znany głównie jako twórca słynnego westernu komediowego Kasia Ballou (1965) z Jane Fondą i Lee Marvinem, który za rolę w nim otrzymał Oscara dla najlepszego aktora pierwszoplanowego. Film będący reżyserskim debiutem Silversteina przyniósł mu stałe miejsce w historii kina. W 1965 otrzymał za niego Nagrodę Młodych – Wyróżnienie na 15. MFF w Berlinie. 
Kolejnym uznanym filmem reżysera był western Człowiek zwany Koniem (1970) z Richardem Harrisem w roli głównej. Inne jego filmy nie odniosły większego sukcesu, dlatego pracował głównie dla telewizji.

## Filmografia

### Filmy fabularne
- Kasia Ballou (Cat Ballou, 1965)
- Zdarzenie (The Happening, 1967)
- Człowiek zwany Koniem (A Man Called Horse, 1970)
- Koszmarny miesiąc miodowy (Nightmare Honeymoon, 1974)
- Samochód (The Car, 1977)
- Walka o życie (Fight for Life, 1987) – telewizyjny
- Dobra partia (Rich Men, Single Women, 1990) – telewizyjny
- Morderczy ogień (Flashfire, 1994)

### Seriale telewizyjne
- Strefa mroku (1959–1964); reż. 4 odcinków
- Doktor Kildare (1961–1966); reż. 11 odcinków
- Gdzie diabeł mówi dobranoc (1992–1996); reż. 1 odcinka z 1993
- Opowieści z krypty (1989–1996); reż. 4 odcinków